# И спотыкается бегущий
«И спотыкается бегущий» (англ. The Runner Stumbles) — кинофильм режиссёра Стэнли Крамера (его жена выступила помощницей режиссёра по актёрам), вышедший на экраны в 1979 году. Экранизация одноимённой пьесы Милана Ститта, снятая по его собственному сценарию.

## Сюжет
Действие происходит в начале XX века в маленьком провинциальном американском городке. Здесь находится небольшой католический приход, который возглавляет отец Ривард, имеющий у церковного начальства славу «бунтаря». После того, как обе пожилые монахини-учительницы заболевают чахоткой, сюда присылают совсем молодую сестру Риту, которая сразу же развивает бурную деятельность и находит общий язык с детьми. Отец Ривард, получивший возможность беседовать с живым, активным человеком, тоже избавляется от своей апатии. Однако чем чаще их видят вместе, тем сильнее по городку начинают расползаться неприятные слухи, которые могут дойти и до церковного руководства.

## В ролях
- Дик Ван Дайк — отец Брайан Ривард
- Кэтлин Куинлан — сестра Рита
- Морин Стэплтон — миссис Шэндиг
- Рэй Болджер — монсеньор Николсон
- Тэмми Граймс — Эрна Уэббер
- Бо Бриджес — Тоби Фелкер
- Аллен Ноз — прокурор
- Джон Прокаччино — Эймос
- Билли Джейн — Джеймс
- Маргерит Моррисси — сестра Иммакулата
- Зоэнн Лерой — сестра Марта
- Дон Райли — Морис Приндл
- Кендалл Кэй Манси — Луиза Доннелли